# Aylimas
Aylimas (en berbère : ⴰⵢⵍⵉⵎⴰⵙ (Aylimas)) est un roi numide né en 350 av. J.-C.
Il est mentionné par Diodore de Sicile dans son récit de l'expédition d'Agathocle en Afrique.
Agathocle débarqua au Cap Bon en août 310 av. J.-C., vainquit les Carthaginois, établissant un camp près de Tunis. Après la prise de Néapolis, il s'allia à Aylimas, roi des Libyens, puis conquit Hadrumète, Thapsus, et des localités côtières. Agathocle se dirigea ensuite « vers les lieux supérieurs de la Libye ». La rupture de l'alliance avec Aylimas survint, et ce dernier fut vaincu et tué. Ailymas, probablement un dynaste massyle, pourrait être lié à la lignée de Massinissa, selon les règles de succession numides. L'inscription de Dougga datant de 139 av. J.-C. pourrait fournir des informations généalogiques.